# 正能量 (流行语)
正能量在特定语境中通常指一种健康乐观、积极向上的动力和情感，也是被中共中央总书记习近平和中央纪委书记王岐山所使用的政治口號。2012年，正能量一词被《咬文嚼字》選為中國年度十大網路流行語。

## 概念來源
「正能量」一词最早源于一本2005年見於由日本人江本勝所著之《水知道答案》，在2009年该书被介绍进入中国。
「正能量」第一次出现在中国公众视野是2010年。当时，深圳法院判定当地一家教育企业的老板宋山木强奸一名女员工罪名成立。据报道，宋山木强奸之前对女员工说：「你现在充满了负能量，我要帮你处理一下」。此语在网上演变成段子，「你身上充满着负能量，需要我给你注入正能量」。
2012年末，「正能量」被《咬文嚼字》选为中国2012年度十大网络流行语。据《咬文嚼字》编辑部的描述，正能量本是物理学名词，但受英国心理学教授理查·懷斯曼出版的《正能量》（Rip It Up）之影响，正能量一词被赋予了心理学等社会科学上的概念。《正能量》中阐述了行为模式可以影响人的信念、情绪、意志力，并对正能量做出了定义，指一切予人向上和希望、促使人不断追求、让生活变得圆满幸福的动力和感情。同时又由于很多博主在微博上发表“点燃正能量，引爆小宇宙”之类的说法，使得“正能量”一詞獲廣泛使用。
2013年，《新华日报》对《正能量》一书的“表现原理”内容解读为，行为导致情绪的产生，人们可以通过对某种情绪的表现而获得相应的情绪感受，并表示信任、豁达、愉悦、进取等行为使人具有正能量，规避、自私、猜疑、沮丧、消沉等行为使人具有负能量。

## 政治口号方面
2013年，时任国家互联网信息办公室主任的鲁炜高调要求各互联网公司要传播网络正能量。鲁炜面向中國兩百萬餘宣傳工作人員，說明如何能正面引導公共輿論符合領袖期待，以在網路上傳達正能量；實例列舉的相關的熱門話題含經濟趨勢、價格控制、改革、就業、住房、社會保障及收入分配。
2013年8月，鲁炜主持的「网络名人社会责任论坛」通过央视、人民网等发布「七条底线」，称：「大家一致认为，网络名人应承担更多的社会责任，传播正能量。」
2013年11月，习近平在山东考察时要求各级党委务必把思想和行动统一到中央决策部署上来，汇聚起全面推进改革开放的强大正能量。一时间，「正能量」在中国社会铺天盖地而来。从政治宣传到学校教育，从商业广告到家庭闲聊，「正能量」无处不在。

### 網絡名人與社會責任七條底線
2013年8月10日，由網信辦主任鲁炜在北京主持的“網絡名人社會責任論壇”，邀請了潘石屹、薛蛮子等網絡微博名人參加，於8月18日作為中央電視台節目播出，而人民網發布了該論壇通稿，各新聞網站及傳統媒體被要求於顯著位置刊發此題名為《網絡名人共識共守“七條底線”》通稿，該通稿提及正能量一詞：
|                                                  | 大家一致認為，網絡名人應承擔更多的社會責任，傳播正能量。達成共識，共守‘七條底線’：一是法律法規底線；二是社會主義制度底線；三是國家利益底線；四是公民合法權益底線；五是社會公共秩序底線；六是道德風尚底線；七是信息真實性底線。 |
| ——人民網，論壇通稿《網絡名人共識共守“七條底線”》 | |

2013年8月14日，首都互聯網協會發出倡議，全行業及網民都要堅守“七條底線”，網聚“中國夢”，積極傳播正能量，“引導全社會為實現中華民族的偉大復興而奮鬥”，並“將互聯網打造成傳播社會主義先進文化的新陣地”。

### 周小平、花千芳
2014年10月15日，中共中央总书记习近平在北京召开文艺工作座谈会，与会人员中除了文学界、影视界、曲艺界的权威人士，还有两位年轻的网络作家被习近平特别点名，分别是周小平和花千芳。习近平鼓励两位写出更多正能量的作品。
人民网总裁廖玒指出，「互联网不仅是化解民怨的减压阀，更应该成为国民心态的压舱石，发掘草根中的真善美，重新提振诚信，传递正能量。」

### 多元社會和正能量
中央財經大學中國發展和改革研究院院長鄒東濤詮釋中有關社會主義和其他社會思潮與正能量的關係，認為該決定為發揮社會思潮的正能量指明方向：“堅持以社會主義核心價值體系引領社會思潮，尊重差異，包容多樣，最大限度地形成社會思想共識。”。社會主義主流意識形態要繼續堅持，另一方面承認社會轉型下思想多樣性，而不輕把社會思潮作異端排斥。
北京日报评论部副主任毛晓刚則指出，在多元舆论生态下党报评论應「引导正确舆论，在多元价值下凝聚最大共识」做為「当前党报评论传播‘正能量’的紧迫任务和核心依归」，並在「设置正向议题和议程、坚持科学认识论、坚持主流价值观、体现服务性、增强二次传播」五面向进行思考和政策建议。

## 社會案件

### 宋山木诱骗强奸女下属
宋山木1991年在深圳创办了山木教育集团（山木培训），他出名是因为从2005年起，几乎每届春晚的观众席上都有他热烈鼓掌的特写。2010年9月深圳市罗湖区人民检察院向公众公布宋山木涉嫌强奸罪，并向深圳市罗湖区人民法院提起公诉，后被判刑4年。原来宋山木经常诱骗强奸女下属，女员工对他大胡子很反感，不肯答应，宋山木就对女下属说：你心情不好、经常抱怨就是“负能量”，你身上充满了“负能量”，而我身上充满了“正能量”，要把我身体里的“正能量”输入到你身体里，才能中和你的情绪 ，从而不让你变成“能量吸血鬼”。

## 争议与评价
中国资深媒体人、时事评论作家长平发表文章指出："正能量"将政治高压合理化，让被审查者不再感觉到屈辱，甚至内化了统治者立场。在商业和个人领域，"正能量"迎合了成功学和家长专制。一个父亲让孩子相信"厉害了我的国"，不是为了响应号召弘扬主旋律，而是出自爱心为他注入正能量，从而确保他有一个光明、幸福、健康而又积极向上的未来。无论怎样巧妙美化和自欺欺人，洗脑就是言论审查和思想毒化，是专制者对民众的精神强奸，这个事实不会改变。它不仅压制了孩子们的创造力，而且成为老师对他们进行精神虐待的理由。

## 外部連結
- 中国正能量，中国干部学习数字资源中心
- 國企正能量，中国干部学习数字资源中心
- 给我正能量，中国新浪